# Hohe Buche
Die 747,8 m hohe Hohe Buche ist ein Berg im Thüringer Wald im Landkreis Hildburghausen. Sie stellt im Biosphärenreservat Vessertal-Thüringer Wald die höchste Erhebung eines 8 km langen und nur 1,5–3 km breiten Gebirgszuges dar, der nach Osten von der Nahe, nach Westen von der Vesser und nördlich durch Schmiedefeld am Rennsteig begrenzt wird.
Das komplette Massiv ist praktisch unbewohnt – lediglich der Ort Silbach befindet sich im Inneren der Südspitze. Am Westrand, den die Vesser bildet, liegt im Norden der Suhler Außen-Stadtteil Vesser und im Süden der Ort Breitenbach, während am von der Nahe gebildeten Ostrand relativ südlich der Ort Schleusingerneundorf liegt.
Nach Norden schließt sich an die Hohe Buche in gut 2 km Entfernung der 726 m hohe Volkmarskopf an, nach Südwesten der 701 m hohe und nur gut 2 km entfernte Audeberg. Die weitere 2 km südwestlich sich anschließende, 627 m hohe Silbacher Kuppe, südlich derer der Gebirgszug sehr rasch abflacht, ist bereits deutlich vom restlichen Massiv abgetrennt und kann als eigenständiger Gipfel angesehen werden.
Zwischen dem östlich hinter der Nahe gelegenen, 11 km langen und bis zu 784 m hohen Bergrücken des Schmiedswiesenkopfes und dem nordwestlich hinter der Vesser sich anschließenden, bis 891 m hohen Adlersberg-Massiv hat die Hohe Buche naturgemäß keine sehr spektakuläre Fernwirkung. Jedoch sind die Berge beliebt als Wandergebiet in vergleichsweise unberührter Natur.

## Einzelnachweise

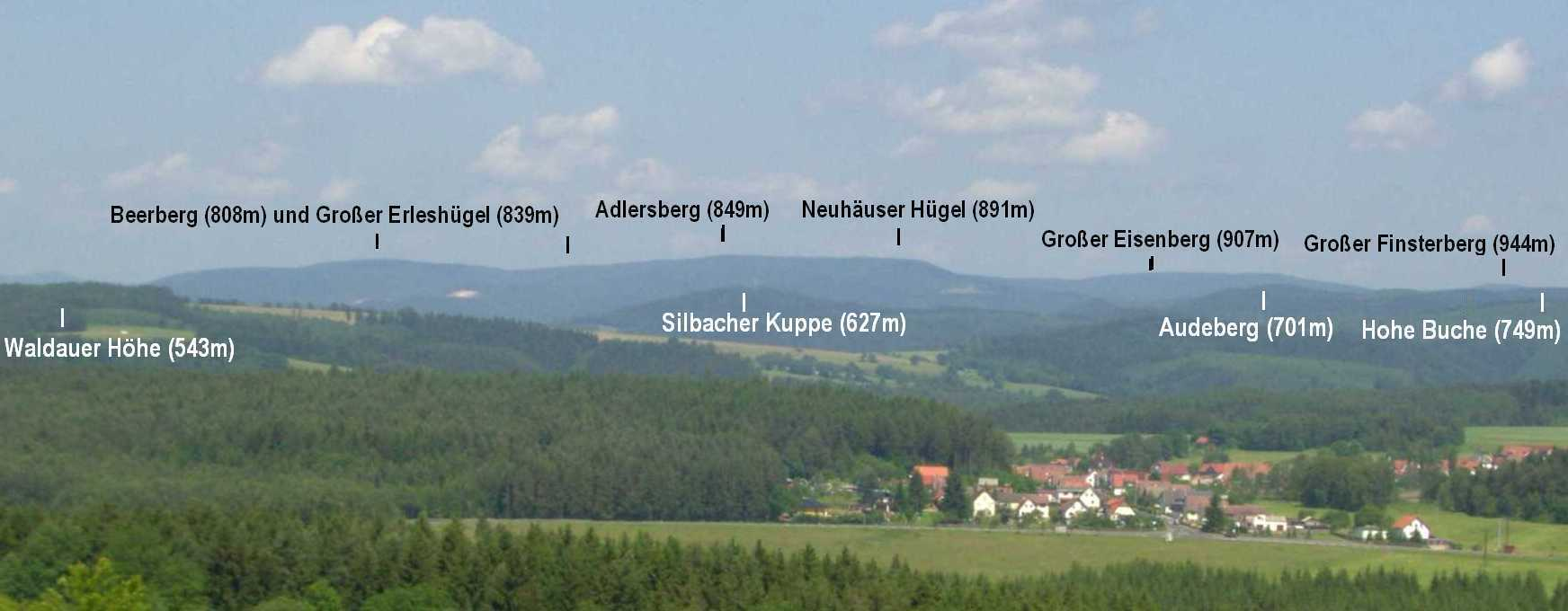
Blick vom Ahornsberg (15 km südlich) auf den nach Süden dominanten Adlersberg (849,9 m) mit seinen 808–891 m hohen Nebengipfeln und den Großen Eisenberg (907 m); rechts, halb verdeckt, der Große Finsterberg (944 m); davor die Silbacher Kuppe (627 m), der Audeberg (701 m) und die Hohe Buche (749 m); im Vordergrund der Ort Schwarzbach